# Mapleton (Utah)
Mapleton es una ciudad del condado de Utah, estado de Utah, Estados Unidos. Según el censo de 2000 la población era de 5.809 habitantes.

## Geografía
Mapleton se encuentra en las coordenadas 40°7′59″N 111°34′50″O / 40.13306, -111.58056.
Según la oficina del censo de Estados Unidos, la ciudad tiene una superficie total de 23,9 km². No tiene superficie cubierta de agua. Se encuentra a una altitud de 1.400 m s. n. m.
- Datos: Q482504
- Multimedia: Mapleton, Utah / Q482504

1. ↑  Zip Data Maps, código ZIP n.º 84664.